# Marvin Minsky
Marvin Lee Minsky (New York, 9 agosto 1927 – Boston, 24 gennaio 2016) è stato un matematico, informatico, inventore e ricercatore statunitense specializzato nel campo dell'intelligenza artificiale (IA).
Fu cofondatore dell'Artificial Intelligence Project (divenuto, in seguito, Artificial Intelligence Laboratory) presso il Massachusetts Institute of Technology (MIT) di Cambridge (Massachusetts) e autore di numerosi testi riguardanti l'IA e la filosofia.

## Biografia
Minsky nacque a New York, dove frequentò la Fieldston School e la Bronx High School of Science. In seguito si trasferì alla Phillips Academy di Andover (Massachusetts). È stato amico d'infanzia del critico della Yale University, Harold Bloom.
Dopo il servizio militare nella marina degli Stati Uniti tra il 1944 e il 1945, conseguì una laurea in matematica all'Università di Harvard nel 1950 e un dottorato nella medesima materia a Princeton nel 1954. Nel 1951, Minsky costruì la prima macchina di apprendimento casuale a rete neurale elettronica, lo SNARC. Lavorò al MIT sin dal 1958. Nel 1963 fu uno dei fondatori del Progetto MAC. Il suo ultimo incarico fu la cattedra di Toshiba Professor of Media Arts and Sciences, e quello di docente di ingegneria elettronica e informatica al MIT.
Tra i brevetti di Minsky si ricordano il primo display grafico da indossare (1963), il microscopio confocale a scansione (predecessore del microscopio confocale a scansione laser, oggi largamente diffuso) e, insieme a Seymour Papert, la prima versione del linguaggio di programmazione Logo.
(Marvin Minsky)
Scrisse il libro Perceptroni (insieme a Seymour A. Papert), che divenne il lavoro fondamentale nel campo dell'analisi delle reti neurali artificiali. La sua critica delle ricerche non rigorose in tale campo è stata considerata responsabile della virtuale scomparsa delle reti neurali artificiali dalla ricerca accademica negli anni 1970.
(Marvin Minsky)
Minsky fu consulente (non accreditato) per il film 2001: Odissea nello spazio,
(Marvin Minsky)
Minsky rischiò di essere ucciso in un incidente sul set.
Minsky fu protagonista di un aneddoto sull'intelligenza artificiale (attribuito al suo studente Danny Hillis) dal Jargon file:
«Cosa stai facendo?» chiese Minsky.
«Sto facendo apprendere una rete neurale a connessioni casuali per giocare a tris», replicò Sussman.
«Perché la rete ha connessioni casuali?» chiese Minsky.
«Voglio che non abbia alcun preconcetto di come giocare», rispose Sussman.
Minsky allora chiuse gli occhi.
«Perché chiudi gli occhi?» chiese Sussman al suo professore.
«Perché la stanza sia vuota.»
In quell'istante, Sussman fu illuminato.»
(Marvin Minsky)

## Affiliazioni
Marvin Minsky fu affiliato alle seguenti organizzazioni:
- National Academy of Engineering degli Stati Uniti
- United States National Academy of Sciences
- Extropy Institute's Council of Advisors[2]
- Alcor Life Extension Foundation's Scientific Advisory Board[3]

## Associazione con Jeffrey Epstein
Minsky ricevette una borsa di ricerca di 100.000 dollari da Jeffrey Epstein nel 2002, quattro anni prima del primo arresto di Epstein per reati sessuali; fu la prima da Epstein al MIT. Minsky non ricevette ulteriori borse di ricerca da lui.
Minsky organizzò due simposi accademici sull'isola privata di Epstein, Little Saint James, uno nel 2002 e un altro nel 2011, dopo che Epstein era diventato un molestatore sessuale registrato. Virginia Giuffre testimoniò in una deposizione del 2015 nella sua causa per diffamazione contro la socia di Epstein, Ghislaine Maxwell, che la Maxwell la "istruì" ad avere rapporti sessuali con Minsky, tra gli altri. Non è stata formalizzata alcuna accusa di rapporti sessuali tra i due, né alcuna azione legale è stata intrapresa contro l'eredità di Minsky. La vedova di Minsky, Gloria Rudisch, afferma che lui non avrebbe potuto avere rapporti sessuali con nessuna delle donne nelle residenze di Epstein, poiché erano sempre insieme durante tutte le visite alle residenze di Epstein.

## Lavori essenziali
- Marvin Minsky, Neural Nets and the Brain Model Problem, Princeton University, 1954. Tesi di dottorato, prima pubblicazione di teorie e teoremi sull'apprendimento delle reti neurali, secondary reinforcement, circulating dynamic storage e modifiche sinaptiche
- Marvin Minsky, Computation: Finite and Infinite Machine, Prentice-Hall, 1967, ISBN 978-0-13-165449-5. Un testo classico dell'informatica
- Marvin Minsky (a cura di), Semantic Information Processing, MIT press, 1968, ISBN 978-0-262-51685-3. Tesi che hanno avuto una forte influenza sulla linguistica computazionale moderna
- Marvin Minsky e Seymour Papert, Artificial Intelligence (PDF), University of Oregon Press, 1972.
- Marvin Minsky, Communication with Alien Intelligence, Cambridge University Press, 1985. URL consultato il 25 febbraio 2006 (archiviato dall'url originale il 17 marzo 2010).
- Marvin Minsky (a cura di), Robotics, Doubleday, 1985, ISBN 0-385-19414-5. Raccolta di saggi sulla robotica, con introduzione e postfazione di Minsky
- Marvin Minsky e Seymour Papert, Perceptrons, MIT press, 1987, ISBN 978-0-262-63111-2.
- Marvin Minsky, La società della mente, Milano, Adelphi, 1989, ISBN 978-88-459-0665-7. Descrizione della teoria della struttura mentale e del suo sviluppo
- Marvin Minsky e Harry Harrison, L'uomo di Turing, New York, Nord, 1994, ISBN 88-429-0763-4. Thriller fantascientifico sulla costruzione di un robot nell'anno 2023
- Marvin Minsky, The Emotion Machine, Simon and Schuster, 2007, ISBN 0-7432-7663-9.

## Riconoscimenti
È stato insignito di numerose onorificenze. Fu membro sia dell'Accademia Nazionale di Ingegneria Statunitense, sia dell'Accademia delle Scienze.
- Nel 1969 vinse il premio Turing
- Nel 1990 il Japan Prize
- Nel 1991 il premio IJCAI per la Ricerca d'Eccellenza
- Nel 2001 la Medaglia Benjamin Franklin
- Nel 2014 il Premio Dan David
- Nel 1990 Fellow dell'Association for the Advancement of Artificial Intelligence